# Mp3skull
Mp3skull war eine Website, die MP3-Dateien indexierte und zum direkten Download zur Verfügung stellte. Sie wurde 2010 gegründet und bot ihren Benutzern die Möglichkeit, unautorisierte Musikkopien herunterzuladen.
Im Jahr 2013 zählte MP3Skull zu Alexas Top-500-Websites. MP3Skull verlor zahlreiche Platzierungen in der Googlesuche, nachdem Google Websites mit urheberrechtlich geschützten Inhalten abstrafte.  Im Februar 2016 wurde MP3Skull erfolgreich von RIAA und anderen Musiklabeln verklagt. MP3Skull wechselte zwischen zahlreichen anderen Domains. Im Oktober 2016 ging die Website endgültig offline.

## Blockaden und Zensuren
MP3Skull behauptete, den Richtlinien des DMCA zu folgen und alle gemeldeten, unter Copyright stehenden Dateien zu löschen. Am 17. April 2015 erging ein Gerichtsbeschluss gegen die Betreiber von MP3Skull. Die beteiligten Musikunternehmen verlangten eine Strafe von $520 Millionen und erwirkten einen Gerichtsbeschluss, um jede Domain, die im Zusammenhang mit der originalen MP3Skull Website steht, zu beschlagnahmen.
Es wurde vermutet, dass der Gerichtsbeschluss als eine Art Hintertür für die Musiklabel ausgestellt wurde, um SOPA damit außer Kraft zu setzen und weitere Domains und Website schließen zu können. Ähnliche Klagen gegen Hotfile und IsoHunt endeten damit, dass beide Sites geschlossen und Entschädigungen von 80 Mio. bzw. 110 Mio. Dollar gezahlt wurden.
Im Oktober 2015 wurde MP3Skull von der RIAA im USTR als notorische Musikpiraterie-Website genannt. Laut RIAA war MP3Skull die, zu der Zeit, meistbesuchte MP3-Website der Welt. Bis zum 9. Februar 2016 hatte RIAA insgesamt die Löschung von 1.769.414 URL auf mp3skull.com von Googles Suchergebnissen angefordert. RIAA hat die Website explizit sowohl auf deren Blog als auch in einem öffentlichen Forum ihres CEO Cary Sherman erwähnt.
Die Website wechselte zum Anfang 2015 ihre Hauptdomain von mp3skull.com das erste Mal zu mp3skull.to. Anschließend fanden zahlreiche andere Domainwechsel statt, die vermutlich aufgrund der von Google gemachten Aktionen und Rankingstrafen gegen MP3Skull vollzogen wurden.
Am 24. Februar 2016 gewann eine Gruppe namhafter RIAA-Labels eine Gerichtsverhandlung, die am 17. April 2015 eingereicht wurde. Die Labels hatten 148 Musiktitel aufgelistet, die unter ihrem Copyright standen, und verlangten $950.000 Schadensersatz für jeden dieser Titel. Der Anklage wurde von Marcia G. Cooke stattgegeben. Zusätzlich zum Schadensersatz erreichten die RIAA-Label eine Einstweilige Verfügung, mit der die Betreiber von MP3Skull daran gehindert werden sollten, weitere urheberrechtlich geschützte Musiktitel zu verbreiten. Seit dieser Entscheidung ist die Website offline.

## Belege
1. 1 2  Major Record Labels Use Lawsuit Against MP3Skull To Try To Backdoor In SOPA. In: Techdirt.com. Abgerufen am 7. Mai 2016.
2. ↑  Google's New Search Downranking Hits Torrent Sites Hard. In: Torrentfreak.com. Abgerufen am 7. Mai 2016.
3. ↑  Copyright Complaint Form. In: Mp3.skull.to. Abgerufen am 7. Mai 2016.
4. ↑  Major Record Labels Sue MP3Skull Over Mass Piracy. In: TorrentFreak.com. Abgerufen am 7. Mai 2016.
5. ↑  RIAA, back on anti-piracy warpath, sues song-linking site MP3skull. In: Arstechnica.com. Abgerufen am 7. Mai 2016.
6. ↑  RIAA seeks $22 million in damages from MP3Skull. In: Completemusicupdate.com. Abgerufen am 7. Mai 2016.
7. ↑  RIAA Labels Want $22 Million Piracy Damages From MP3Skull. In: TorrentFreak.com. Abgerufen am 7. Mai 2016.
8. ↑  COMPLAINT FOR DAMAGES AND FOR DECLARATORY AND INJUNCTIVE RELIEF. (PDF) In: Torrentfreak.com. Abgerufen am 7. Mai 2016.
9. ↑  Hotfile Shuts Down and Takes User Files With It. In: TorrentFreak.com. Abgerufen am 7. Mai 2016.
10. ↑  isoHunt Shuts Down After $110 Million Settlement With The MPAA. In: TorrentFreak.com. Abgerufen am 7. Mai 2016.
11. ↑  MP3Skull – Free MP3 Download & YouTube Converter. Archiviert vom Original am 2. Februar 2017; abgerufen am 30. Dezember 2016.  Info: Der Archivlink wurde automatisch eingesetzt und noch nicht geprüft. Bitte prüfe Original- und Archivlink gemäß Anleitung und entferne dann diesen Hinweis.
12. ↑  RIAA and MPAA Report Notorious Piracy Sites to U.S. Government. In: TorrentFreak.com. Abgerufen am 7. Mai 2016.
13. 1 2  Acting Assistant United States Trade Representative (AUSTR) for Intellectual Property and Innovation, Office of the United States Trade Representative. In: Torrentfreak.com. Abgerufen am 7. Mai 2016.
14. ↑  Copyright Removal Requests – Google Transparency Report. In: Google.com. Abgerufen am 7. Mai 2016.
15. ↑  MP3Skull: A Site Dedicated To Ripping Off Music – RIAA. In: RIAA.
16. ↑  RIAA Wants Google to End Piracy „Whack-A-Mole“. In: TorrentFreak.com. Abgerufen am 7. Mai 2016.
17. ↑  Arista Records LLC et al v. Monica Vasilenko and Does 1-10. (PDF) In: Torrentfreak.com. Abgerufen am 7. Mai 2016.
18. 1 2  RIAA Wins $22 Million Piracy Lawsuit Against MP3Skull. In: TorrentFreak.com. Abgerufen am 7. Mai 2016.
19. ↑  Stuart Dredge: Music labels win $22.2m damages from MP3Skull – if they can find its owners. In: The Guardian.
20. ↑  Hugh McIntyre: Illegal Download Site MP3Skull Is Closing For Good. In: Forbes.com. 26. Februar 2016, abgerufen am 7. Mai 2016.
21. ↑  RIAA gets $22M default judgment against „brazen and egregious“ MP3 website. In: Ars Technica. Abgerufen am 7. Mai 2016.
22. ↑  RIAA Shuts Down Long-Running Piracy Site in Latest Court Win. In: Billboard. Abgerufen am 7. Mai 2016.